# Флорфеникол
Флорфеникол — фторированный синтетический аналог тиамфеникола, производимый компанией Schering-Plough Animal Health под маркой Нуфлор, в основном используются в ветеринарной медицине. Как дженерик доступен по всему миру под разными марками.

## Общие сведения
В Соединенных Штатах флорфеникол используют для лечения респираторны заболеваний крупного рогатого скота (BRD), связанных с Mannheimia haemolytica, Pasteurella multocida, Histophilus somni , для лечения межпальцевой флегмоны крупного рогатого скота (копытной гнили, остром межпальцевом некробациллезе, инфекционном пододерматите) вызванных Fusobacterium necrophorum и Bacteroides melaninogenicus.
Флорфеникол также используется в аквакультуре и лицензирован для использования в США для борьбы с кишечной септицимией у сомов.
С началом 2000-х, также началось применение в Европе, для лечения первичного или вторичного колибактериоза у бройлеров и родительского поголовья. Не применяется у кур-несушек из-за проникновения антибиотика в яйца. Тоже применимо и для индейки.
Использование флорфеникола у лошадей и других непарнокопытных обычно вызывает диарею. Неофициально сообщались летальные случаи острого колита. Следовательно, использование этого противомикробного препарата у лошадей не желательно, только при отсутствии другой возможности лечения.

## Применение в ветеринарии
Инъекционные препараты изготавливаются в форме растворов для инъекций, с различной концентрацией действующего вещества. Обычно препарат представляет собой прозрачную жидкость светло-желтого цвета.
Флорфеникол обладает бактериостатическим действием, соединяясь с 70S субъединицей рибосом микроорганизмов, блокирует фермент пептидилтрансферазу РНК, нарушает присоединение аминокислот и удлинение пептидной цепи, подавляет синтез белка бактерий.
Данные препараты обладают широким спектром действия в отношении Pasteurella (Mannheimia) haemolytica, Pasteurella multocida, Klebsiella pneumoniae, Salmonella spp., Bacteroides melaninogenicus, Fusobacterium necrophorum, Haemophilus spp., Bordetella bronchiseptica, Staphylococcus spp., Streptococcus suis, Actinobacillus pleuropneumoniae, а также микоплазм Mycoplasma hyopneumoniae и Mycoplasma hyorhinis.
Применяют для лечения КРС и свиней с респираторными заболеваниями (бронхопневмония, плевропневмония), заболеваниями копыт, желудочно-кишечного тракта (гастроэнтерит, энтерит) и другими инфекционными заболеваниями бактериальной этиологии, вызванными микроорганизмами чувствительными к флорфениколу. Препарат относят к III группе опасности (вещества умеренноопасные) (LD50 от 151 до 5000 мг/кг).